# New Lodge
New Lodge – wieś w Anglii, w hrabstwie ceremonialnym South Yorkshire, w dystrykcie metropolitalnym Barnsley. Leży 22 km na północ od miasta Sheffield i 248 km na północ od Londynu.